# Premier Amour (Tourgueniev)
Pour les articles homonymes, voir Premier amour.
Premier Amour (titre original : Первая любовь) est un roman court d'Ivan Tourgueniev. Commencée au début de 1860, l'œuvre est achevée le 10 mars 1860 (22 mars dans le calendrier grégorien) à Saint-Pétersbourg et publiée la même année dans la revue russe La Bibliothèque pour la lecture, aussi appelée en français La Bibliothèque de lectures. Sa première parution en français date de 1863.
Premier Amour est l'une des œuvres de Tourgueniev où point le pessimisme romantique de l'auteur qui se fait peintre des hommes « inutiles » et des amours inachevées. Il décrit l'amour comme un mal impérissable, un désordre organique qui atteint ses semblables de diverses manières selon leur complexion ou leur âge. Cette « maladie » est décrite dans ce récit avec une grande pénétration psychologique et une délicatesse de teintes extrême, de sorte que le caractère plutôt scabreux du sujet – la rivalité entre un père et un fils épris d'une même femme – se trouve fort atténué.

## Personnages
- Vladimir Petrovitch : héros de la nouvelle, âgé de seize ans à l'époque des faits.
- Zinaïda[3] Alexandrovna : jeune fille dont le héros est amoureux, âgée de vingt-et-un ans.
- Le père de Vladimir, Piotr : homme autoritaire et distant.
- Plusieurs personnes défilent chez la princesse, la plupart lui faisant la cour : le docteur Louchine, le poète Maïdanov, le comte Malievski, le hussard Belovzorov et le capitaine en retraite Nirmatski, Victor Ergorovitch.
- La mère de Vladimir.
- Domestiques :
  - de Vladimir : Théodore,
  - de la princesse : Boniface et Sonia.

## Résumé
Ce récit est en partie un roman autobiographique,. Entre maints détails personnels, Tourgueniev y laisse par exemple entendre que son père aurait épousé sa mère par intérêt, cette dernière étant en effet une riche héritière.
Au début de l'été 1833, Vladimir Petrovitch, âgé alors de seize ans, prépare sans zèle excessif ses examens d'entrée à l'université dans la propriété de ses parents, non loin de Moscou. Il tombe éperdument amoureux de Zinaïda, jeune femme de vingt-et-un ans d'une singulière beauté, qu'il observe de derrière la palissade séparant son jardin du parc. C'est en fait sa voisine fraîchement installée dans la maison attenante et qui vit là avec sa mère, la princesse Zassékine, personne désargentée réduite à une existence misérable.
La jeune fille réunit fréquemment chez elle nombre d'adorateurs qu'elle s'amuse à rendre jaloux ou qu'elle pousse par jeu à commettre quantité de sottises. Elle rencontre un jour Piotr Vassiliévitch,le père de Vladimir, un homme séduisant et autoritaire. Elle succombe à son charme et ils finissent quelques jours plus tard par se donner rendez-vous dans le jardin, à l'occasion d'une nuit.
Vladimir, qui les a épiés, devient fou de rage en constatant la terrible vérité. Ce n'est qu'après avoir repris ses études qu'il parviendra à guérir de cette blessure et à se dégager de l'ensorcellement de cette passion dévastatrice. Quant à Zinaïda et à son père, ils sont tous deux frappés par un sort tragique : la première qui s'est entre-temps mariée meurt en couches et le second succombe à une attaque cardiaque, non sans laisser à son fils une dernière lettre dans laquelle il l'exhorte à se garder de l'amour.

## Adaptations cinématographiques
Premier Amour a fait l'objet de plusieurs adaptations cinématographiques :
- 1941 : Primer Amor, film espagnol de Claudio de la Torre
- 1970 : Erste Liebe, film suisso-allemano-hongrois de Maximilian Schell, avec John Moulder-Brown, Dominique Sanda et Maximilian Schell. (Nomination à l'Oscar du meilleur film en langue étrangère 1971)
- 1974 : El primer amor, film mexicain de José Diaz Morales, avec Hilda Aguirre et Fernando Allende
- 1975 : Hatsukoi, film japonais de Tsugunobu Kotani
- 1984 : Summer Lightning, film britannique de Paul Joyce, avec Edward Rawle-Hicks, Paul Scofield et Leonie Mellinger
- 1995 : Premier Amour (Первая любовь), film russe de Roman Balaïan
- 2001 : Premier Amour (All Forgotten, retitré Lover's Prayer par le distributeur), film américano-britannique de Reverge Anselmo, avec Kirsten Dunst, Nick Stahl et Julie Walters.
- 2013 : Hatsukoi, film japonais de Keiko Tsuruoka

### Éditions en français
- Premier amour, traduit par Édith Scherrer, Bibliothèque de la Pléiade, 1982,  (ISBN 2-07-011022-2)
- Premier amour, trad. de Michel-Rostislav Hofmann, Garnier Flammarion, 1974
- (ru + fr) Premier amour - Первая любовь, traduction, préface et notes d'Édith Scherrer, collection « Folio bilingue », Gallimard, 1990, 226 p.   (ISBN 2-07-038311-3) (BNF 35139055)